# Butirra Precoce Morettini (pera)
Butirra Precoce Morettini ( en España conocida como 'Mantecosa Precoz Morettini' en la E. E. Aula Dei) es el nombre de una variedad cultivar de pera europea Pyrus communis. Esta pera está cultivada en la colección de la Estación Experimental Aula Dei (Zaragoza). Criado en Florencia, Italia en « L'Istituto di coltivazioni arboree dell'Università di Firenze ». Es el resultado del cruce como Parental-Madre de 'Williams' Bon Chretien' x Parental-Padre 'Coscia'. Las frutas son moderadamente jugosas con pulpa fina que se funde y un sabor ligeramente perfumado.

## Sinonimia
- "Precoce Morettini",
- "Beurré Precoce Morettini",
- "Mantecosa Precoz Morettini".

## Historia
La pera 'Butirra Precoce Morettini' fue criada por Alessandro Morettini en Florencia, (Italia) en « L'Istituto di coltivazioni arboree dell'Università di Firenze ». Es el resultado del cruce como Parental-Madre de 'Williams' Bon Chretien' x polen del Parental-Padre 'Coscia'. Fue introducido en los circuitos comerciales en 1956.
La pera 'Butirra Precoce Morettini' está cultivada en diversos bancos de germoplasma de cultivos vivos tales como en National Fruit Collection aquí desde el año 1973 con el número de accesión: 1973-316 y nombre de accesión: Beurre Precoce Morettini (LA). También está cultivada en la colección de la Estación Experimental Aula Dei (Zaragoza) con nombre de accesión 'Mantecosa Precoz Morettini'.

## Características
'Mantecosa Precoz Morettini' es un árbol de extensión erguido, y se forman espolones fácilmente, de vigor moderado. Los botones florales pueden aguantar las heladas tardías. Tiene un tiempo de floración que comienza a partir del 24 de abril con el 10% de floración, para el 29 de abril tiene una floración completa (80%), y para el 5 de mayo tiene un 90% caída de pétalos. El tubo del cáliz es pequeño en embudo con conducto corto y ancho. Pistilos con base carnosa y unida, llenando totalmente el conducto, separándose luego en filamentos sueltos.
'Mantecosa Precoz Morettini' tiene una talla de fruto medio; forma muy variable, de piriforme, a cidoniforme (parecida a membrillo), o turbinada o piriforme alargada, cuello poco acentuado, superficie muy irregular, con protuberancias y abolladuras irregulares, la corona del fruto es a veces acostillada, con un contorno muy irregular, ondulado o ligeramente acostillado con tendencia a pentagonal, con un peso promedio de 152,00 g; con nervaduras débiles; piel lisa, fina, brillante; epidermis con color de fondo verde amarillento con chapa variable, levemente sonrosada o rojo carmín, barreado o uniforme y tonos intermedios o sin chapa, presentando un punteado abundante, formado por un pequeño punto ruginoso-"russeting" rodeado de amarillo y a su vez aureolado de verdoso o cobrizo-rojizo, "russeting" (pardeamiento áspero superficial que presentan algunas variedades) muy débil (1-25%); cavidad del cáliz muy estrecha, poco profunda, con el borde muy amplio, ondulado o acostillado, y con el interior de la cavidad, a veces, plisado, el ojo muy pequeño, abierto, cerrado o semicerrado; Sépalos de forma y posición variable, tanto triangulares y extendidos formando estrella, como cóncavos, erectos y convergentes cerrando y frunciendo el ojo o bien alternando de las dos formas, quedando el ojo entreabierto; pedúnculo corto o medio, de un grosor variable, generalmente recio y semi-carnoso, sobre todo en la base, a veces fino y leñoso, engrosado en su extremo superior, total o parcialmente ruginoso-"russeting", recto o ligeramente curvo, implantado generalmente oblicuo, en algún caso como prolongación del fruto, cavidad del pedúnculo nula o limitada a un pequeño repliegue en la base del pedúnculo.
Las peras 'Mantecosa Precoz Morettini' tienen pulpa blanca amarillenta, de textura Mantecosa, jugosa, con un sabor agridulce, alimonado, refrescante, bueno.
Madura en la segunda quincena de julio. La pera debe ser recolectada mejor cuando aún esta verde y relativamente dura. Las condiciones óptimas para la maduración se encuentran en áreas secas y sombreadas, y la maduración generalmente toma de 7 a 10 días desde que se recogió la pera. Las peras producidas comercialmente normalmente se recolectan y envían a las tiendas mientras están verdes.

## Polinización
Excelente polinizador para otras variedades ya que es parcialmente autofértil.
'Beurré Precoce Morettini' está incluido en el grupo de polinización 2, pero para obtener la mejor cosecha de este peral, necesita una de las siguientes variedades cercanas:
- Moonglow (grupo de polinización 3)
- Clapp's Favorite (grupo de polinización 3)
- Conference (polinización grupo 3)
- Winter Nelis (grupo de polinización 3)[6][11]